# Alzira Rufino
Alzira Rufino dos Santos (Santos, 6 de julio de 1949-Santos, 26 de abril de 2023) fue una política, activista en el movimiento negro y el movimiento de Mujeres Negras, ensayista, poeta, editora y escritora brasileña.

## Trayectoria
De familia negra y pobre, tuvo que trabajar desde su niñez. A los 17 años fue admitida en un hospital como auxiliar de cocina. Realizó esa función por dos años, período en que ganó su primer premio literario. A los 19 años, inició los estudios en el área de la salud, dedicándose seriamente, ascendiendo los diferentes niveles de su área de actuación, hasta graduarse como enfermera.
En marzo de 1985, organizó la primera Semana de la Mujer, de la Región Metropolitana de la Baixada Santista, logrando la reunión de todas las organizaciones de mujeres. En 1986 fundó el Colectivo de Mujeres Negras de la Baixada Santista, uno de los más antiguos grupos de mujeres negras de Brasil; y en 1990, fundó la Casa de Cultura de la Mujer Negra (CCMN).
Alzira es una Iyalorixá, poeta y presidenta de la Casa de Cultura de la Mujer Negra.
Desde 1990, fue la primera mujer negra en crear un "Servicio de Apoyo jurídico y psicológico a mujeres negras y blancas sobrevivientes de violencia contra las mujeres".
Alzira Rufino falleció el 26 de abril de 2023 a los 73 años, en Santos, Brasil.

## Honores
Ha galardonada con diversos premios de poesía a nivel local y nacional en: 
- El Consejo Nacional de la Mujer Brasileña.
- La Cámara Municipal de Santos y de la Cámara Municipal de Cubatão.
- Indicada por organizaciones brasileñas para integrar la delegación no gubernamental para la Conferencia Mundial de Derechos Humanos, en Viena
- En 2005: una de las 1.000 Mujeres para el Premio Nobel de la Paz.  (enlace roto disponible en Internet Archive; véase el historial, la primera versión y la última). .
- La Subcomisión de Abogados Negros (Subsección Santos SP de la Orden de los Abogados de Brasil).
- Por la Asamblea Legislativa del Estado de São Paulo, juntamente con la CCMN, con el "Premio Zumbi de los Palmares".
- Recibió el Trofeo ANID, Acción Negra de Integración y Desenvolvimiento, en la ciudad de Barueri SP.[6]

Miembro
- Desde 1991, fue activista y miembro de Ashoka,[7][8] en coordinación con la Red Feminista Latinoamericana y del Caribe contra la Violencia Doméstica, Sexual, y Racial, en la subregión Brasil (de 1995 a 1998)
- En 2001, la Casa de Cultura de la Mujer Negra, CCMN, presidida por Alzira, fue la primera ONG brasileña en tener las credenciales de la OEA (OAS).

## Obras

### Algunas publicaciones
Tiene publicado artículos en periódicos y en revistas brasileñas y del exterior. Y también publicaciones de poesía, ficción, y ensayos.
- Violência Doméstica e Racial.[9]
- Direitos Humanos das Mulheres Negras.[10]
- Educação Anti-racista.[11]
- Comunicação.[12]
- Cultura Afro-brasileira.[13]
- 2010, alzira Rufino. Bolsa poética. Volumen 1 de Série mulher neg
- 2007, nilza Iraci, maria rosa Pereira. A Mulher Negra em Historia. Ed. Santos: Cor & Forma: Coletiva de Mulheres Negras da Baixada Santistara. Ed. Demar. 58 pp.
- 1988. Eu, Mulher Negra, Resisto. Ed. Santos. 90 pp.
- 1987. Mulher Negra: uma perspectiva histórica. Ed. Colectivo de Muheres Negras da Baixada Santista. 30 pp.

### Como editora
Desde 2001 edita la Revista EPARREI de Arte e Cultura Negra, semestral.  Edita el Boletim EPARREI Online, bimestral, además de tener importantes contribuciones en la publicación de libros sobre violencia doméstica y salud: 
- 1998, “Violência contra a Mulher  uma questão de Saúde Pública”
- 2000, “Violência contra a mulher  um novo olhar” ediciones
- 2004, “Violência contra a Mulher & Saúde - Um olhar da Mulher Negra”

Por su actuación, Alzira es responsable de la creación de diversas leyes y servicios: 
- creación de la casa-abrigo de Santos, 2000
- ley contra el racismo y la violencia a la mujer en "Bajada Santista"
- creación de la Ley Federal de Notificación Compulsiva de la Violencia Doméstica por los Servicios de Salud Públicos e Privados, 24 de noviembre de 2003

Sus actuaciones, consciente y consecuente, inspiraron e influenciaron trabajos similares en ciudades como Três Corações/MG, Goiânia/GO, São Sebastião/SP, São José dos Campos/SP, Duque de Caxias/RJ, haciendo foco en el rescate cultural, y en la creación de servicios jurídicos y psicológicos, .

## Citas
Coherente con su lucha contra el racismo y a favor de las mujeres negras, las citas de Alzira remiten siempre a la autoestima. A la valorización de las etnias y a una lucha, hasta que sea extinta toda y cualquier forma de opresión, discriminación y preconceptos contra el pueblo negro.
- ¡Mujeres negras: hagan el show, y asuman conducciones! (¡Mulheres negras: produzam o show e assinem a direção!)
- ¡Siempre que llovió, paró! (¡Quem está na chuva é para se secar!)
- Si el poder es bueno, la mujer negra lo quiere (Se poder é bom, mulher negra quer poder)
- No creo en el poder intelectual, político o cultural, sin el poder económico (Não acredito em poder intelectual, político ou cultural, sem poder econômico)
- ¡Lo posible, lo estamos haciendo ahora, lo imposible se tarda un poco más! (¡O possível, estamos fazendo agora; o impossível demora um pouco mais!)